# Голландская экспедиция (1809)
Валхеренская кампания (англ. Walcheren Campaign) — вторая после Голландской экспедиции 1799 года неудачная попытка Великобритании осуществить высадку на территории оккупированной французами Голландии и открыть северный фронт против Наполеона в дополнение к пиренейскому фронту.

## Предыстория
Вопрос о целесообразности повторного вторжения в Голландию давно раскалывал британское правительство. Решающим соображением в пользу высадки стало известие о прибытии в Флиссинген французского флота, который британцы надеялись захватить врасплох и уничтожить. Во главе сухопутных войск был поставлен брат Питта-младшего, Джон Питт, граф Четэм; флотом командовал контр-адмирал Ричард Стрэчен. В голландской экспедиции было задействовано больше солдат, чем в боевых действиях на Пиренеях. Расчёт был на то, что вторжение на север наполеоновских владений оттянет часть французских войск из Австрии, однако он не оправдался, так как решающий удар по австрийцам был уже нанесён Наполеоном в начале июля (см. битва при Ваграме).

## Ход операции
Высадка на остров Валхерен состоялась 30 июля. Уже 31 июля Мидделбург и другие места капитулировали. Форт Хааке был захвачен 1 августа. Французский флот перед Флиссингеном пошёл вверх по Шельде в сторону Антверпена и ушёл под защиту пушек крепости Лилло (на Шельде, у входа в порт Антверпена). Британский десант начал осаду Флиссингена, самого важного города Валхерена. Французы защищали город силами 5000 человек. 2 августа англичане заняли остров Южный Бивленд. Это могло произойти из-за того, что командующий, голландский генерал, не защищал ни батареи, ни форт Бат (на изгибе Шельды, к юго-западу от Берген-оп-Зом). Попытка взять остров Кадзанд напротив Флиссингена не удалась. Город Флиссинген был обстрелян корабельными орудиями с моря. Город сильно пострадал. Однако дальше Антверпена англичане не продвинулись. Это дало французам возможность принять контрмеры.
По приказам министерства внутренних дел, которое в то время временно возглавлял Жозеф Фуше, в северных департаментах было призвано от 30 до 40 тысяч человек из Национальной гвардии. Кроме того, были введены регулярные войска, чтобы предотвратить дальнейшее продвижение британцев. Фуше пришлось передать верховное командование маршалу Бернадоту, который за свои действия при Ваграме попал в немилость у Наполеона. Он успел вывести французский флот из Флиссингена незадолго до его взятия британцами и укрыл его в хорошо укреплённом Антверпене. Бернадот наконец собрал армию из 30 000 человек под Антверпеном. Сам король Луи Бонапарт присоединился к голландским частям. Кроме того, голландские канонерские лодки атаковали британские корабли.
17 августа город Флиссинген был вынужден капитулировать. Гарнизон был доставлен в Англию в качестве военнопленных. Из завоеванного города англичане попытались продвинуться дальше вверх по Шельде. Однако их продвижение было затруднено несколькими фортами. Французы привели Антверпен, Берген-оп-Зом и все береговые батареи в боевую готовность. Среди англичан из-за болотистой местности вспыхнула малярия или «вальхеренская лихорадка». Ежедневно умирало от 20 до 25 человек. Кроме того, возникли разногласия по поводу дальнейших действий, особенно между морскими и сухопутными офицерами. Британский военный совет 26 августа пришёл к выводу, что дальнейший успех маловероятен. Однако остров Валхерен должен был удерживаться 16 000 человек. 2 сентября британские корабли без боя снова двинулись вверх по Шельде. 4 сентября началась эвакуация с острова Южный Бивленд. Сразу после этого французы заняли оставленные позиции.
Тем временем лихорадка распространилась дальше. Между тем австрийцы вступили в переговоры о мире, положив тем самым конец Пятой коалиции. Экспедиция, стоившая британской казне астрономической суммы в 8 млн фунтов, в этих условиях потеряла всякий смысл. Уже в сентябре большая часть англичан вернулась домой. 14 сентября граф Четэм покинул остров. Первоначально французы планировали захватить британские позиции силой, но предпочли подождать и посмотреть. Британцы удерживали остров в течение нескольких месяцев, прежде чем правительство приказало войскам вернуться, чтобы спасти то, что осталось от заболевших лихорадкой войск. Укрепления Флиссингена и другие военные объекты были разрушены. 23 декабря 1809 года последние войска покинули остров.

## Результаты
Экспедиция закончилась полным провалом. Ни одна из целей не была достигнута. Хотя вальхеренская высадка была предана британскими историками забвению как бесславная страница национальной истории, Наполеон тоже не был вполне доволен действиями своих военачальников. Особенно его уязвило быстрое взятие англичанами Флиссингена. Он лично проинспектировал укрепления в дельте Шельды и признал виновным во французских неудачах на начальном этапе высадки попавшего в плен к англичанам генерала Луи Монне де Лорбо. Неудовлетворённость Наполеона обороноспособностью вассального Голландского королевства привела к упразднению этого государства в июле 1810 года.